# ラトビア神道

ラトビア神道の宗教的象徴

ラトビア神道（ラトビア語：Latviskā dievestība, Latviskā dzīvesziņa, Dievturība）は、ラトビア人の民族宗教。19世紀後半の中興を経て1920年代に制度化を遂げた古来のラトビア土着の民族宗教であり、「ラトビア神道本庁」（Latvijas Dievturu sadraudze）がその包括宗教法人である。

## 信仰
1199年のローマ教皇主導で始まった欧州最後の異教の地であるバルト文明圏に対する北方十字軍 で表面的にキリスト教支配下に入った13世紀以前から土着の民族宗教を継続し、19世紀のラトビア民族啓蒙運動を機に、民俗や考古学的資料などを講究した国学に促進され、ラトビア共和国建国及び戦災復興の間もなく1920年代に中興され、1927年10月7日の宗教法人「ラトビア神道本庁」（ラトビア語：Latvijas Dievturu sadraudze）の設立と共に明文化されてきたとしている。
神典とする数万篇のラトビア民謡（Latvju dainas）を始め民俗を修め、敬神崇祖を心がけ、継承された伝統を活かして年中神事と冠婚葬祭を斎行する性善説的・生態系中心的な万有内在交替神教である。人間が誕生の時、精神界と神々を司る天空神から魂、物質界と生滅を司る地母神から肉体、因果律と運勢を司る運命神から定命を授かり、神々と主従関係ではなく互恵関係で暮らし、死亡の時は肉体が地母神へ、卑属に生まれ変わる魂が八百万の神々の一柱として天空神の許へ帰り、肉体と魂とを結んだものが祖霊として幽世に遷り生者を守ることになるという。
古より養蜂が盛んで蜂蜜麦酒を神酒とし、ライ麦パンを主食とする農耕民族の太陽崇拝に根ざした生活様式で太陽年を八等分にし、各期の最終日に当たる年中神事の其々＝年神Metenisを祀る立春祭Meteņi・太陽神Sauleの春分祭Lielā diena・馬屋神Ūsiņšの立夏祭Ūsiņi・天福神Jānisの夏至祭Jāņi・地母神Māraの立秋祭Māras・豊饒神Jumisの秋分祭Apjumības・祖霊饗Veļu vakarsをなす祖霊期Dievainesに次ぐ貯畜神Mārtiņšの立冬祭Mārtiņi・天空神Dievsの冬至祭Ziemassvētki・立冬祭から立春祭まで行う来訪神の仮装行事＝を始め、命名式Krustabas・氏子入りIesvētības・結婚式Vedības・神葬祭Bedībasの通過儀礼及び各種の讃えdaudzinājumsを斎行する。

## 規模

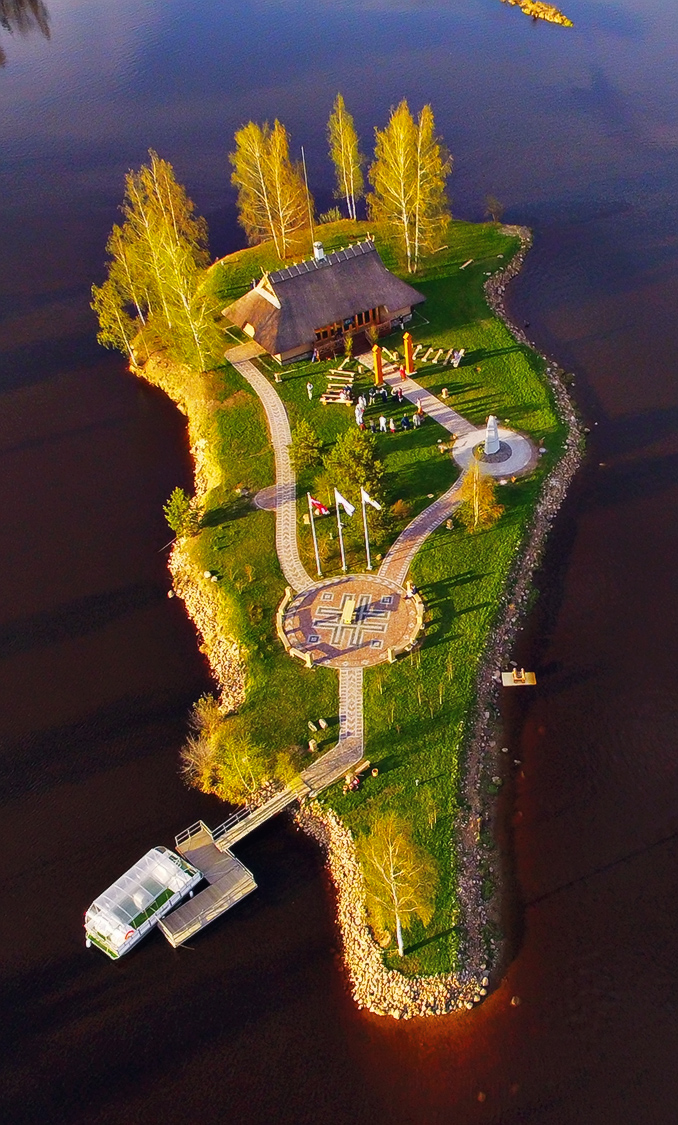
ルアクステネ神社（Lokstenes svētnīca）境内空撮

2017年末現在のラトビア共和国法務省の宗教年鑑によると、本国で登録された八つの非キリスト教宗教法人の内、最多信徒数を占めており、ラトビア全土に697人の信者（氏子）、11の信徒集団（氏子会）、9人の指導者（神主）、11の教会（神社）を抱える。
13世紀ぶりに主権国家になってから、ラトビア西部のDzintariで1930年に造営された前室・拝殿・幣殿、ソ連占領中の1979年に米ウィスコンシン州モンロー郡グラント町のDievsētaで亡命共同体の造営されたスカンダワ神社（Skandava）を経て、2017年に献殿式を迎えた入母屋造平入茅葺のルアクステネ神社（Lokstenes svētnīca）はラトビアの高床式穀倉建築から発達して、本国独立回復後初の社殿となった。

### 一次資料
1. ↑  “Latvijas Dievturu sadraudze – dažādās valodās / the official title in other languages” (ラトビア語). Latvijas Dievturu sadraudze. 2019年1月30日閲覧。
2. 1 2 3  ウギス・ナステビッチ (2019). “ラトビア神道とは”. Dievturu Vēstnesis (ISSN:2661-5088) 29:  1402-1405.
3. ↑  “Par Dievsētu” (ラトビア語). Dievseta. 2019年1月30日閲覧。
4. ↑  Latvijas Dievturu Sadraudze, Priecīgus svētkus! 2019年1月28日閲覧。